# Plectrophora schmidtii
Plectrophora schmidtii är en orkidéart som beskrevs av Rudolph Jenny och Franco Pupulin. Plectrophora schmidtii ingår i släktet Plectrophora och familjen orkidéer. Inga underarter finns listade i Catalogue of Life.